# Sammy Keskeny
Sammy Keskeny (ur. w 1984) – kenijski lekkoatleta specjalizujący się w rzucie oszczepem.
W 2008 odniósł największy sukces w karierze zdobywając brązowy medal mistrzostw Afryki. Stawał na podium mistrzostw Kenii. Rekord życiowy: 71,85 (3 czerwca 2007, Kampala). 

## Osiągnięcia
| Rok  | Impreza            | Miejsce     | Pozycja     | Wynik |
| ---- | ------------------ | ----------- | ----------- | ----- |
| 2008 | Mistrzostwa Afryki | Addis Abeba | 3. miejsce  | 69,84 |
| 2010 | Mistrzostwa Afryki | Nairobi     | 10. miejsce | 63,10 |